# 1303-as krétai földrengés
Az 1303-as krétai földrengés augusztus 8-án hajnalban kezdődött. A becslések szerint 8-as magnitúdójú földmozgást a Földközi-tenger egész keleti medencéjében érezni lehetett. A nyomában keletkező cunami Levante és Észak-Afrika partjain is súlyos pusztítást végzett.

## Jellemzők
A földrengés valószínűleg Nyugat-Eurázsia egyik legaktívabb szeizmikus zónájában, a Hellén- vagy Égei-ívnek nevezett törésvonalon pattant ki, ahol az Afrikai-lemez az Égei-tengeri-lemez alá bukik. A témával foglalkozó kutatók az epicentrum pontos helyét nem tudják kikövetkeztetni, de annyiban általános az egyetértés, hogy a Hellén-ív keleti szakaszán, valahol Kréta és Rodosz között volt. A földmozgás magnitúdója 8,0 körül lehetett.
Számítógépes modellek alapján a cunami első hulláma mintegy 40 perccel a rengés kezdete után érte el Egyiptom partjait és Alexandriánál legfeljebb 9 méter magas lehetett.

## Áldozatok és károk
Korabeli feljegyzések szerint a földrengés és a cunami jelentős pusztítást végzett a krétai Candia (az ógörög Hérakleion, a mai Iráklio) városában. A Velencei Köztársaság fennhatósága alatt álló településről az anyaállam hivatalnokai a katasztrófa napján és húsz nappal később is jelentést küldtek. A dokumentumok leírják a Candia középületeit és a sziget erődítményeit érő pusztítás mértékét; arról is szó esik bennük, hogy az áldozatok többsége nő és gyermek volt, de pontos számokat nem közölnek.
Krétán kívül a földrengés és a cunami a Peloponnészoszi-félszigeten, Rodoszon, Cipruson, levantei és észak-afrikai kikötővárosokban (Akko, Antiokheia, Damaszkusz; Alexandria, Kairó) végzett pusztítást. A földmozgást az epicentrumtól 1000 km-re lévő Konstantinápolyban, sőt valószínűleg az 1500 km-re lévő Tuniszban is érezték.
Kairóban a földrengés több minaretet ledöntött. Alexandriában a városfalak nagy része leomlott és a világítótorony is súlyos károkat szenvedett. Ugyanitt az árvíz hajókat tört össze, néhányat a szárazföldön, a parttól 3 km-rel beljebb találtak meg. Akkóban a cunami épületeket és embereket ragadott magával.

## Fordítás
- Ez a szócikk részben vagy egészben  a(z)   1303 Crete earthquake című angol Wikipédia-szócikk ezen változatának fordításán alapul.  Az eredeti cikk szerkesztőit annak laptörténete sorolja fel. Ez a jelzés csupán a megfogalmazás eredetét és a szerzői jogokat jelzi, nem szolgál a cikkben szereplő információk forrásmegjelöléseként.